# Ferdinand Sarrien
Jean Marie Ferdinand Sarrien (Bourbon-Lancy, 15 ottobre 1840 – Parigi, 28 novembre 1915) è stato un politico francese.
È stato il Primo Ministro della Francia dal 14 marzo al 25 ottobre 1906.